# جرانت باولر
جرانت باولر (بالإنجليزية: Grant Bowler)‏ هو ممثل نيوزلندي وأسترالي، ولد في 18 يوليو 1968 بأوكلاند في نيوزيلندا.

## أعمال

### أفلام
- (2011) نخبة قتلة[4]

### مسلسلات
- هاواي فايف أو

## وصلات خارجية
- جرانت باولر على موقع IMDb (الإنجليزية)
- جرانت باولر على موقع أول موفي (الإنجليزية)
- جرانت باولر على موقع قاعدة بيانات الفيلم (الإنجليزية)
- جرانت باولر على موقع كينوبويسك (الروسية)